# Aerobryidium levieri
Aerobryidium levieri là một loài Rêu trong họ Meteoriaceae. Loài này được (Renauld & Cardot) S.H. Lin miêu tả khoa học đầu tiên năm 1988.